# Sivasle
Sivasle (em turco: Sivaslı) é um município e distrito da província de Uxaque, na Turquia. Sua área é de 473 quilômetros quadrados, e sua população é de 19 733 habitantes em 2022.

## Subdivisões
O distrito tem quatro municípios e 18 aldeias (köy) no seu conjunto.
Municípios
- Penarbaxe (em turco: Pınarbaşı)
- Selchicler (em turco: Selçikler)
- Sivasle
- Tatar

Aldeias
- Achebeili (Ağaçbeyli)
- Acarja (Akarca)
- Azizler
- Budaclar (Budaklar)
- Cajim (Hacim)
- Canolu (Hanoğlu)
- Caraboialeque (Karaboyalık)
- Coquez (Kökez)
- Eldeniz
- Erije (Erice)
- Iaialar (Yayalar)
- Ienierije (Yenierice)
- Jinolu (Cinoğlu)
- Ozbeili (Özbeyli)
- Quetenlique (Ketenlik)
- Salmanlar
- Samatlar
- Sazaque (Sazak)